# Otto Schärrer

Otto Schärrer als Zürcher Tiguriner, 1899/1900

Otto Schärrer (* 26. Juli 1877 in Schaffhausen; † 22. August 1938 ebenda) war ein Schweizer Jurist und Politiker (FDP).

## Biografie
Schärrer legte 1897 die Maturitätsprüfung ab und begann im Wintersemester 1897/98 in München mit dem Studium der Rechtswissenschaften, das er später in Zürich, Berlin und Leipzig fortsetzte. In Zürich war er Mitglied des Corps Tigurinia. 1906 promovierte er in Bern zum Dr. jur. Er wurde Auditor am Bezirksgericht Zürich, war dann Prokurist der Brauerei Tiefenbrunnen und zuletzt ausserordentlicher Bezirksanwalt.
1913 kehrte Schärrer in seine Heimatstadt Schaffhausen zurück, wo er 1914 als Kanzleisekretär und von 1915 bis 1928 als Staatsschreiber des Kantons Schaffhausen amtierte. Von 1918 bis 1928 war er ausserdem Ratsschreiber (Sekretär des Grossen Rates). 1928 wurde er zum Regierungsrat gewählt und übte dieses Amt bis zu seinem Tod aus. Zuständig war er anfangs für die Polizeidirektion, später für das Erziehungs-, Militär- und Gewerbewesen. 1933 und 1937 war er Regierungsratspräsident. Er starb im August 1938 und wurde auf dem Waldfriedhof in Schaffhausen beigesetzt.